# Faeryland
Pour plus de détails, voir Fiche technique et Distribution.
Faeryland est un film franco-irlandais considéré comme le premier film végan,. Réalisé par le cinéaste végan Magà Ettori  pour la Cop21, Faeryland a été projeté en avant-première en 2015 à Paris lors d’une marche contre la vivisection, au salon VeggieWorld, à Nîmes pendant le procès de Rodhilan, au Sénat pour la Journée des droits de l'homme.

## Synopsis
En 2050, un virus menace de tuer toutes formes de vies sur Faeryland. Pour pouvoir sauver la planète, le dieu-druide Cathbad doit retrouver le graal, calice lié à la malédiction de Faeryland.

## Fiche technique
- Réalisation : Magà Ettori
- Scénario : Magà Ettori
- Photographie : Pierre-Marie Paubel
- Son : Kevin Colombin
- Musique : Yves Duteil
 Emmanuel Djob 
 Marc Tomasi 
 Stéphanie Valentin 
 Kevin Colombin
- Production : Worldino Productions
- Pays :  Irlande  France
- Langue de tournage : français, anglais
- Durée : 93 minutes
- Date de sortie en France : 21 septembre 2016

## Distribution
- Yves Duteil : William
- Janine Piguet : Aisling
- Ariakina Ettori : Yavana
- Magà Ettori : Cathbad
- Souad Amidou : la sénatrice Silvi
- Candice Ford : Ness
- Ludovic Salvador : le Dr Darwin
- Mylène Demongeot : Dana

## Distinctions

### Récompenses
- Prix Médor 2015 : meilleur film animalier  [4],[5]